# Гещалт теоретична психотерапия
Гещалт теоретичната психотерапия е метод на терапия основан точно на Гещалт психология. Развит е от немския гещалт психолог и психотерапевт Ханс Валтер и неговите колеги в Германия и Австрия.
Една от най-забележителните характеристики на Гещалт теоретичната психотерапия е ключовата роля на епистомологичните позиция на гещалт теорията (критически реализъм) и нейната приложимост към фундаменталните, теоретични и практически проблеми на психотерапията. В Гещалт теоретичната психотерапия това е много свързано с основния методологически подход (холистичен, феноменологичен и експериментален) на Гещалт теорията, нейният системен теоретичен подход и специфичните ѝ психофизически и психологически подход.
Гещалт теоретичната психотерапия е свързана, от Гещалт терапията, създадена от Фриц Перлс по нейните теоретични основи.